# Kulturanleitung
Bei einer Kulturanleitung handelt es sich in der Regel um eine Zusammenfassung von Hinweisen, die zum erfolgreichen Anbau von Pflanzen, deren Kultivierung und Nutzung dient. Im Labor werden Kulturanleitungen auch für Tiere (Drosophila), Pilze (Neurospora, Hefen) oder für Mikroorganismenkulturen gegeben.
In einer Kulturanleitung für Pflanzen werden Fragen zu Pflanzzeit, Standort, Pflege, Blühzeit und Verwendung beantwortet. Auf im Einzelhandel gekauften Saatguttütchen oder als Lableinformation bei Jungpflanzen, findet man die Kulturanleitung häufig in Form kleiner Piktogramme, die beispielsweise den bevorzugten Standort der Pflanze angeben.
Siehe auch: Gartenbau, Landwirtschaft